# Gravação
Gravação é o processo de captura de dados ou a tradução de informações tanto analógicas como digitais para um dispositivo de armazenamento, que pode ser tanto físico como digital.

## História

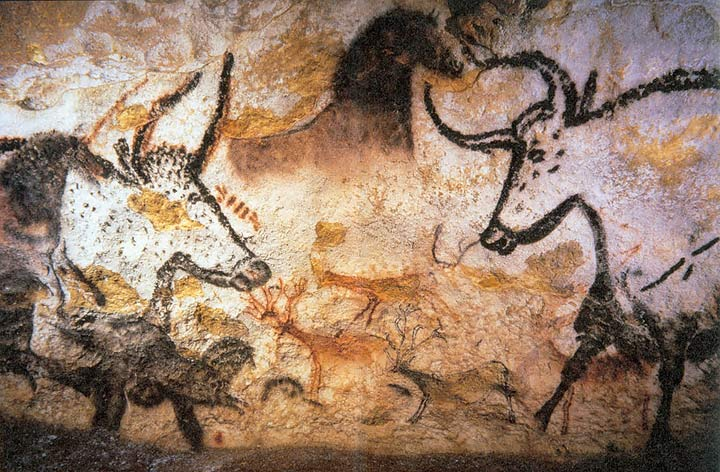
Animais pintados na Gruta de Lascaux, um dos sítios de arte rupestre mais famosos do mundo.

Gravações históricas de eventos têm sido feitas por milhares de anos, de uma forma ou de outra. Dentre as formas mais recentes estão as pinturas rupestres, as runas e os ideogramas. A tecnologia continuamente fornece novas maneiras para que o ser humano represente, grave e expresse seus pensamentos, sentimentos e experiências. Dentre as várias formas de gravações existentes, a gravação de sons e música, assim como a gravação de vídeos (imagem em movimento), foi uma das que muito evoluíram durante o século XX.

## Gravação de som
É difícil situar precisamente a primeira gravação de som. Como fenômeno histórico ela é resultado da contribuição de diversas pessoas. Foi o físico Thomas Young quem primeiro conseguiu, com o vibroscópio, traduzir graficamente as vibrações sonoras em um cilindro. Em 1857, Leon Scott inventou o fonoautógrafo que foi o primeiro aparelho feito pelo homem a gravar sons, utilizando-se para isso também de um cilindro. O aparelho do inventor francês, entretanto, era incapaz de reproduzir os sons gravados nos cilindros. Apenas com a invenção do fonógrafo por Thomas Edison, entretanto, atingiu-se a capacidade de gravar e reproduzir sons. A primeira gravação de som registrada é da canção folclórica francesa "Au Clair de la Lune", de 1860, e foi encontrada em 2008 em um arquivo em Paris.
Posteriormente, a invenção do gramofone por Emil Berliner, em 1887, trouxe o disco (inicialmente discos de goma-laca, reproduzidos a 78 RPM; depois substituídos, em 1948, pelos discos de vinil) como meio de gravação que acabaria suplantando o cilindro e fixando-se como meio por excelência durante o século XX. Durante esta fase inicial das gravações sonoras, as gravações eram todas acústicas e utilizavam métodos mecânicos de gravação (o som excitava membranas que acionavam mecanismos que produziam sulcos nos cilindros ou nos discos). Essa primeira fase durou até novembro de 1925 (até o ano de 1927, no Brasil) quando as gravadoras Victor Talking Machine Company e Columbia Records lançaram no mercado fonográfico internacional as primeiras gravações realizadas com equipamentos elétricos e os gramofones passaram a ser substituídos pelas vitrolas.
Na fase elétrica de gravação sonora, os sons são codificados em sinais eletromagnéticos e depois amplificados no momento da gravação e da reprodução (com o surgimento de equipamentos de captação e amplificação como o microfone e os alto-falantes), permitindo a gravação de outras frequências sonoras, inaudíveis no sistema mecânico de gravação, que possibilitam novas maneiras de tocar e cantar em discos e o aumento da qualidade sonora. Esta fase duraria até a utilização de discos feitos de vinil como suporte dos fonogramas em formato Long Play, com 15 a 20 minutos de gravação por lado do disco, contrastando com os 4 minutos do sistema 78 RPM, iniciada em 1948 no mercado internacional. É a introdução do LP que possibilita que "os artistas fiquem mais importantes que os discos", introduzindo o conceito de álbum de artista individual como forma de obra autoral.
As gravações em discos de vinil representam a última fase das gravações analógicas, sendo substituídas a partir da década de 1980 pela gravação digital, utilizando-se inicialmente os CDs como mídia física e, posteriormente, através de lançamentos puramente digitais, prescindindo de mídias físicas.

## Gravação de Filme

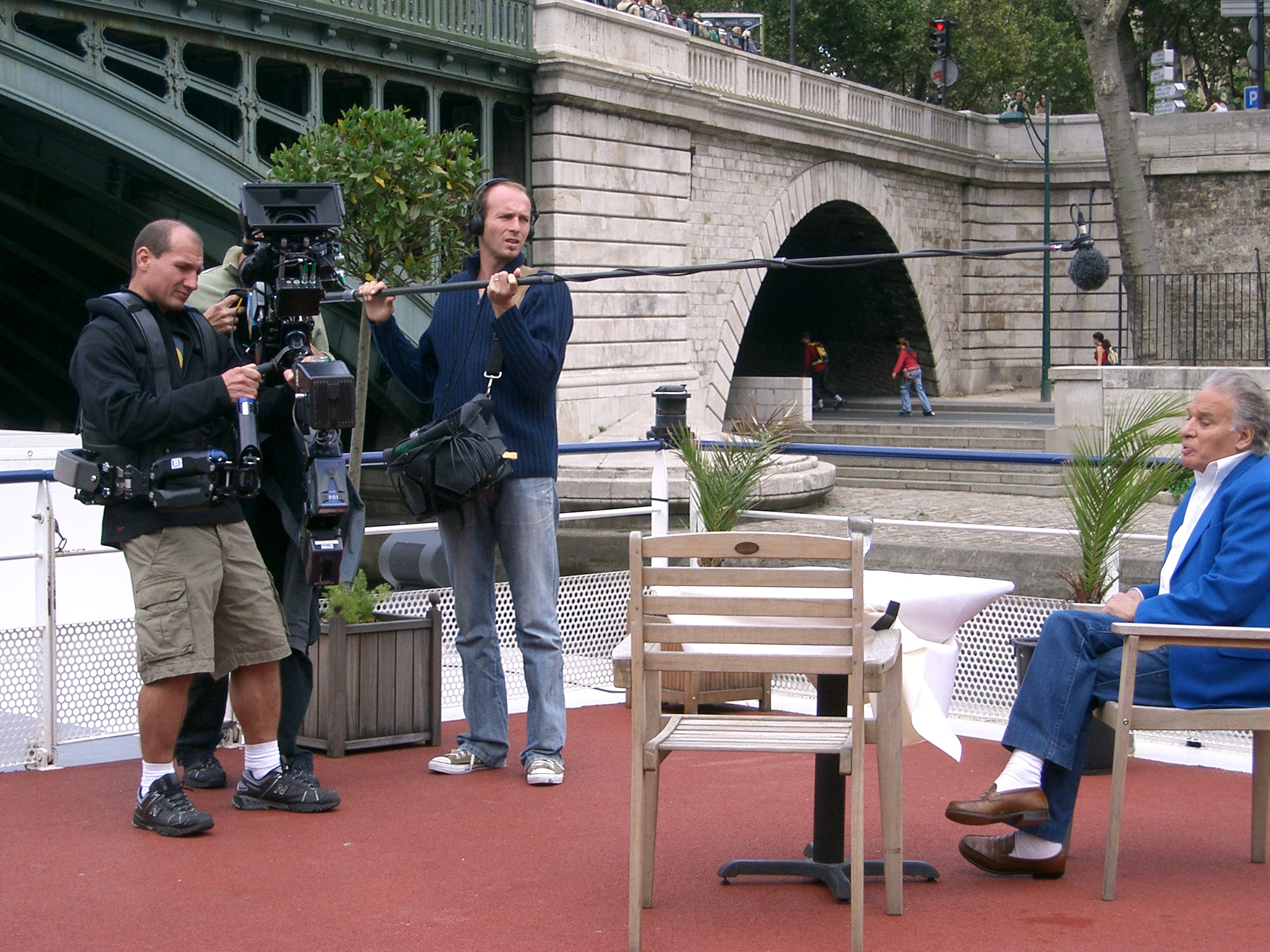
Uma pequena equipe de filmagem em ação

Um gravador de filme é um dispositivo de saída gráfica para a transferência de imagens digitais para o filme fotográfico.
Todos os gravadores de filme tipicamente funcionam da mesma maneira. A imagem é alimentada a partir de um computador host como um fluxo de varredura através de uma interface digital. Um gravador de filme expõe o filme através de vários mecanismos; flying spot (primeiros gravadores); fotografando um monitor de vídeo de alta resolução; gravador de feixe de elétrons  (Sony HDVS); scanner de ponto CRT (Celco); gravador de foco de feixe de luz a partir de uma tecnologia de válvula de luz (LVT  light valve technology); um feixe de laser de varredura (Arrilaser); ou recentemente, conjunto full-frame de matrizes LCD.